# Carl Wilhelm Fröberg Wenus
Carl Wilhelm Fröberg Wenus, född 13 januari 1770, död 11 november 1851 i Stockholm, var en svensk militär och grafiker.
Han var gift med gulddragaren Peter Widmans dotter Catharina Sofia. Wenus var ryttmästare och slutligen major i Topografiska kåren. Han studerade gravyr för Johan Wilhelm Palmstruch och graverade ett hundratal av växtbilderna till verket Svensk botanik samt flera blad till August Pfeiffers Magasin för blomster-älskare och idkare af trä-gård-skötzel han medverkade även i Palmstruch Svensk zoologi och Conrad Quensels Utkast till elefantens naturalhistoria. Genom sitt gifte kom Wenus att ingå i kretsen runt Bellman och förekommer därför i Bellmanlitteraturen.